# Bredal
 For alternative betydninger, se Bredal (flertydig). (Se også artikler, som begynder med Bredal)
Bredal er en lille by omkring Sekundærrute 170 mellem Vejle og Hedensted i Østjylland med 603 indbyggere  (2024). Byen tilhører Vejle Kommune og er beliggende i Region Syddanmark.
Den hører til Engum Sogn.